# Преганциол
Преганцио̀л (на италиански и на венециански: Preganziol) е град и община в Северна Италия, провинция Тревизо, регион Венето. Разположен е на 12 m надморска височина. Населението на общината е 16 898 души (към 2014 г.).